# Margarete Braungart
Margarete Braungart (* 27. März 1947 in Grimmelshausen; † 10. November 1998) war eine deutsche Museologin und Autorin. Sie war Leiterin des Stadtmuseums Hildburghausen.

## Leben
Nach dem Besuch der Anne-Frank-Schule in Themar legte sie 1965 an der Erweiterten Oberschule "Max Greil" in Schleusingen das Abitur ab. Danach war sie bis 1976 als Gebrauchswerberin im Volksbuchhandel tätig. Anschließend arbeitete sie als Museumsassistentin in dem damals unter Leitung von Günther Wölfing im Aufbau befindlichen Agrarhistorischen Museum Kloster Veßra für den Bezirk Suhl. Im Rahmen eines Fernstudium an der Karl-Marx-Universität Leipzig erreichte sie den Abschluss als Diplom-Museologin und übernahm im Alter von 32 Jahren 1979 die Leitung des  Stadtmuseums Hildburghausen, dass sie bis zu ihrem Tod leitete.
1994 erhielt sie den Sonderpreis der Bayerischen Volksstiftung e.V. für die Schaffung von Verbindungen zwischen Thüringen und Bayern. Die Stadt Hildburghausen stiftete nach ihrem Tod den Margarete-Braungart-Preis für Kunst und Literatur.

## Schriften (Auswahl)
- Gekocht und gebacken in Südthüringen, Leipzig, Fachbuchverlag 1989, 2. Aufl. 1990
- Grüß Gott – wenn d'n siehst! Leute, Herrgöttle und andere Erscheinungen"., Zella-Mehlis, Heinrich-Jung-Verlag 1993
- Backen in Thüringen. Rezepte, Traditionen, Geschichte, Rudolstadt/Jena, Hain-Verlag 1994
- Küchenschrankgeflüster. Kulinarisches und Erlesenes von Damen, Dienstmädchen und tapferen Hausfrauen, Rudolstadt/Jena, Hain-Verlag 1995
- (mir Michael Römhild): Hildburghausen, eine Stadtgeschichte in Bildern, Hildburghausen, Stadtmuseum 1996
- Der letzte Ritter, von Helden und von Kerlen und von solchen, die sich dafür hielten, Rudolstadt/Jena, Hain-Verlag 1996
- (Hrsg.): Meine Werra, Hildburghausen, Stadtmuseum 1997
- Mein Haus Thüringen. Eine Einladung – ein Bilderbuch für Gäste und natürlich auch für Thüringer, Erfurt, Verlagshaus Thüringen 1998
- Gekocht und gebacken in Südthüringen, Leipzig, Salier 2007
- Und Mutter kocht die Klöß`, Berlin : Bild und Heimat, o. J. (2015)